# ダニエル・マルティン・フェルナンデス
ダニ・マルティン（Dani Martín）こと、ダニエル・マルティン・フェルナンデス（Daniel Martín Fernández  ,  1998年7月8日 - ）は、スペイン・アストゥリアス州ヒホン出身のサッカー選手。FCアンドラ所属。ポジションはGK。

## 来歴
カンテラ時代を地元のスポルティング・デ・ヒホンで過ごし、2016-17シーズンにBチームに昇格。2016年8月21日のUCセアレス戦でプロデビュー。2017-18シーズンはセグンダ・ディビシオンBで37試合に出場。翌2018-19シーズンはセグンダ・ディビシオン所属のトップチームに昇格し、4試合に出場した。
2019年7月18日、レアル・ベティスと5年契約を締結したことが発表された。
2021年7月30日、セグンダ・ディビシオンのマラガCFに1シーズンの契約でレンタル移籍するとこが発表された。
2023年7月16日、FCアンドラへ2年契約で移籍した。

## 代表経歴
2014年から、各ユース世代のスペイン代表に選出。2019年のUEFA U-21欧州選手権の優勝メンバーにもなった。